# Пастушок-сіродзьоб
Пастушок-сіродзьоб (Canirallus oculeus) — вид журавлеподібних птахів родини пастушкових (Rallidae).

## Систематика
Рід Canirallus раніше вносився до родини Sarothruridae. Рід був перенесений до родини Rallidae, коли молекулярно-генетичне дослідження, опубліковане в 2019 році, виявило, що рейка пастушок-сіродзьоб тісніше пов'язаний з Rallidae, ніж з Sarothruridae.

## Поширення
Вид поширений в Західній Африці (в Камеруні, Центральноафриканській Республіці, Республіці Конго, Демократичній Республіці Конго, Кот-д'Івуарі, Екваторіальній Гвінеї, Габоні, Гані, Гвінеї, Ліберії, Нігерії та Сьєрра-Леоне).

## Опис
Птах завдовжки близько 30 см. Має відносно довгу шию і ноги, а також короткий хвіст. Його обличчя і горло світло-сірі. Оперення на спині та крилах переважно оливково-коричневого кольору з деякими білими цяточками на махових перах, а нижня частина та шия червонувато-коричневі, а на боках є світлі смуги. Його дзьоб довгий, загострений, зеленуватого кольору. Його ноги коричневі з довгими пальцями.

## Живлення
Раціон включає комах (таких як мурахи, жуки, гусениці та інші личинки), равликів, слимаків, маленьких крабів і багатоніжок.